# چکچک سرسفید

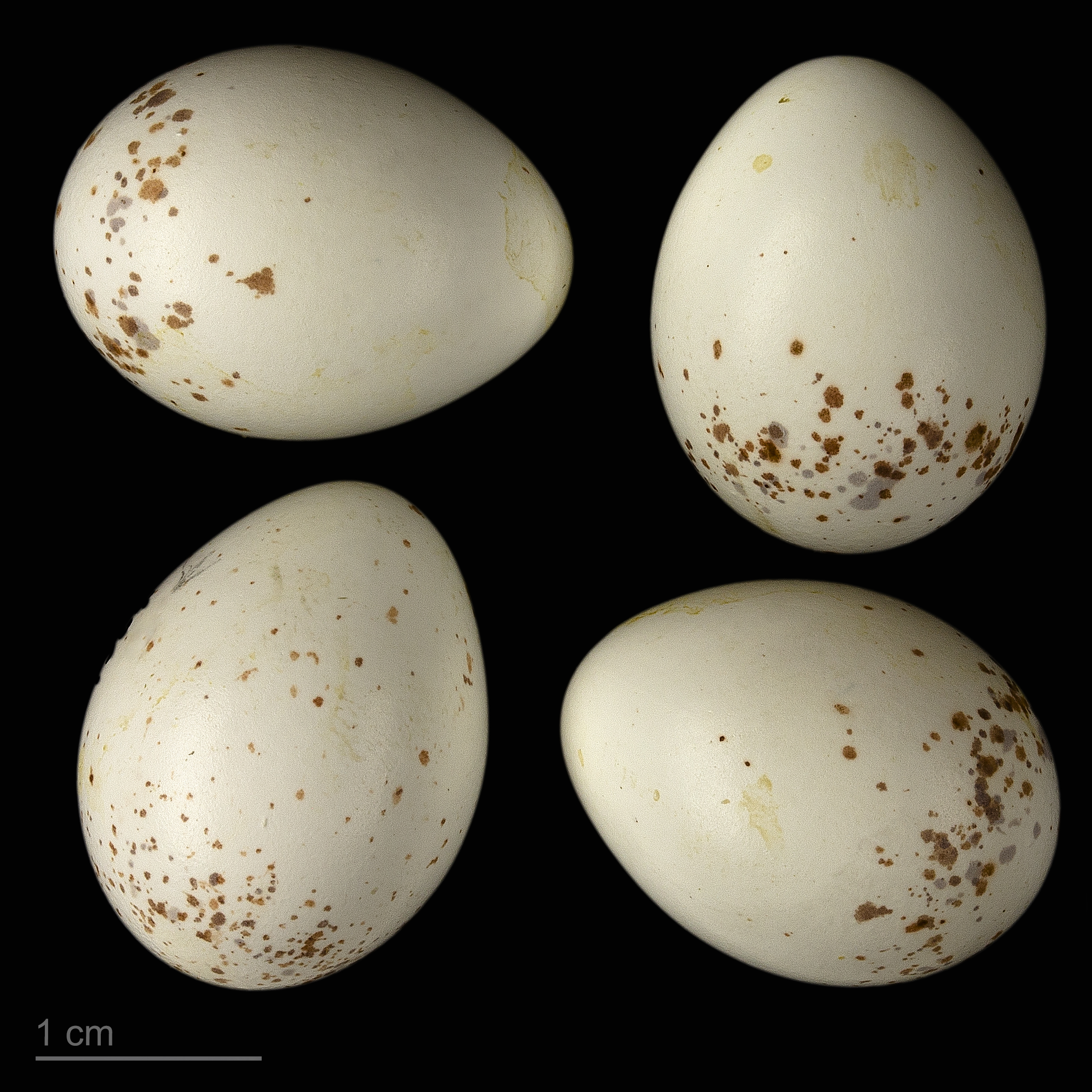
Oenanthe leucopyga aegra

چکچک سرسفید (نام علمی: Oenanthe leucopyga) نام یک گونه از سرده چکچک است.